# Момот іржасточеревий
Момот іржасточеревий (Momotus subrufescens) — вид сиворакшоподібних птахів родини момотових (Momotidae).

## Поширення
Вид поширений на північному заході Південної Америки від Південної Панами до Північно-Західного Перу.

## Опис
Тіло завдовжки 38-43 см. Момот іржасточеревий схожий з іншими видами роду, але має ряд характерних відмінностей. Блакитне кільце на голові спереду ширше і може мати вкраплення глиняного забарвлення. Ззаду кільце вужче і чіткого синього кольору. Чорну маску знизу окантовує блакитна з синім смужка, а збоку — чисто-блакитна. Шия (як спереду так і ззаду) і горло забарвлені в болотно-зелений колір, який переходить в помаранчевий на череві і в зелений на спині. Хвіст зелений зверху і плавно переходить в синій. «Ракетки» на хвості зверху сині, знизу на одну третину чорні..

## Спосіб життя
Живе під пологом дощового лісу, трапляється також на плантаціях і садах. Живиться комахами, дрібними хребетними, рідше плодами. Гнізда облаштовує у норах. У гнізді 3-4 білих яйця.